# Pachydactylus rugosus
Pachydactylus rugosus — вид геконоподібних ящірок родини геконових (Gekkonidae). Мешкає в Південній Африці.

## Поширення і екологія
Pachydactylus rugosus мешкають на південному заході Анголи, на заході Намібії, на північному заході Південно-Африканській Республіці, а також на південному заході Ботсвани. Вони живуть в сухих руслах річок, під корою мертвих дерев та серед мертвої деревини. Зустрічаються на висоті до 1600 м над рівнем моря.